# Sân bay quốc tế Gasa Tây Song Bản Nạp
Sân bay quốc tế Gasa Tây Song Bản Nạp (IATA: JHG, ICAO: ZPJH) là một sân bay ở Cảnh Hồng, Tây Song Bản Nạp, Vân Nam, Cộng hòa Nhân dân Trung Hoa (IATA: JHG, ICAO: ZPJH).

## Các hãng hàng không và các điểm đến
- Air China (Côn Minh)
- China Eastern Airlines (Bắc Kinh, Côn Minh, Thành phố Lệ Giang)
- China Southern Airlines (Côn Minh)
- Lucky Air (Đại Lý, Côn Minh)
- Shandong Airlines (Côn Minh)
- Shanghai Airlines (Côn Minh)
- Shenzhen Airlines (Côn Minh)
- Sichuan Airlines (Côn Minh)

Bangkok Airways đã ngưng bay đến Chiang Mai và Bangkok từ năm 2008.